# Rame (Estonia)
Rame – wieś w Estonii, w prowincji Lääne, w gminie Hanila.